# Фридман, Виктор Наумович
Ви́ктор Нау́мович Фри́дман (род. 11 сентября 1944 года в Москве) — советский и российский композитор, концертмейстер, джазовый пианист, заслуженный артист России (2003).

## Биография
Окончил механико-математический факультет Московского государственного университета в 1967 году. Работал в Институте физики Земли имени О. Ю. Шмидта (АН СССР, впоследствии РАН) с 1967 по 2004 год. Кандидат физ.-мат. наук (1984). Опубликовал ряд статей по механике разрушения и распространению волн в сплошной среде, а также по проблемам приближённых вычислений в Известиях АН СССР: Физика Земли, в Докладах Академии наук Болгарии и в других научных изданиях..
В 1984 году окончил Московское областное музыкальное училище (ныне Московский Губернский колледж искусств).
Сочиняет музыку для театра, кино, телевидения, а также камерную музыку. Член Союза театральных деятелей России. Заслуженный артист России. С 1999 года сотрудничал с Международным конкурсом молодых исполнителей романса «Романсиада», входил в состав жюри. Член президиума Российской общенациональной секции ИСМЕ (с 2009 г.). Член Попечительского Совета Фонда культурного наследия Аллы Баяновой.

## Джазовая деятельность
Участник около 40 джазовых фестивалей в России (Москва, Тбилиси, Кустанай, Казань и др.) и Европе (Гаага, Марсьяк, Ганновер, Дрезден, Кёльн, Эссен и др.). Играл со многими известными джазменами, в том числе с музыкантами квартета Дэйва Брубека, Николаем Громиным, Арзу Гусейновым, Владимиром Данилиным, Алексеем Козловым, Львом Лебедевым.

## Театральная деятельность, кино, телевидение, камерная музыка
Сотрудничал со Студенческими театрами МГУ как участник ансамбля и композитор (совместно с С. Никитиным). Руководил ансамблем и участвовал в музыкальном оформлении спектаклей Московского театра «Современник». Автор музыки к спектаклям Московского детского музыкального театра «Экспромт» и Московского музыкального театра «На Басманной», а также ряда других театров (Хабаровский театр музыкальной комедии, Белгородский драматический театр, Липецкий театр им. Л. Н. Толстого и др.). Сотрудничал с режиссёрами Татьяной Бондаренко, Ю. Гриншпуном, Е. Еланской, О. Ефремовым, Л. Ивановой-Миляевой, И. Райхельгаузом, Л.Толмачёвой, П. Фоменко и др.
Автор музыки к радио- и телеспектаклям, к художественным и документальным фильмам. Сочинил вокальные циклы на стихи Г. Аполлинера, А. Ахматовой, П.-Ж. Беранже, А. Блока, В. Брайнина-Пассека, А. Вознесенского, Ф. Петрарки, А. Пушкина, И. Северянина, М. Светлова, Дм. Сухарева, А. Тарковского, М. Цветаевой и др.

## Дискография
- 1986 — Грампластинка «Поют артисты театра „Современник“»
- 1988 — Грампластинка «О Волге грежу я», с Аллой Баяновой
- 1989 — Грампластинка «Песни Людмилы Ивановой»
- 1991 — CD "That Old Feeling" – New Moscow Jazz Band in Holland
- 1994 — CD «Играй, гитара», с Аллой Баяновой
- 2005 — CD «Помни обо мне», c Ириной Крутовой, концерт в зале им. Чайковского
- 2005 — CD «Русские городские романсы», с Мариной Поплавской
- 2007 — CD «Под чарующей лаской твоею», с Ириной Крутовой
- 2007 — DVD Концерт в театре Эстрады, с Аллой Баяновой
- 2007 — CD Концерт в Красной Поляне, с Аллой Баяновой
- 2008 — CD «Я люблю Вас так безумно», с Максимом Катырёвым
- 2009 — CD «С милых уст кружева отведу», с Ольгой Жигмитовой

### Научные работы
- Костров Б. В., Фридман В. Н. Механика хрупкого разрушения при сжимающих нагрузках // Физика очага землетрясения. — М.: «Наука», 1975. — С. 30–44. — 176 с.
- Добровольский И. П., Кушнир Г. С., Фридман В. Н. Теоретическое моделирование сейсмического просвечивания // Моделирование предвестников землетрясений: сборник. — М.: «Наука», 1980. — С. 55–85. — 177 с.
- Фридман В. Н. Об одном методе приближенного решения лучевой… // Моделирование предвестников землетрясений: сборник. — М.: «Наука», 1980. — С. 85–93. — 177 с.

### Литературная и музыкально-педагогическая деятельность
- Виктор Н. Фридман. Театральный Миляев // Валерий Миляев. Ласкающийся ёж: проза, стихи, песни / сост. Л. Иванова. — М.: «Добросвет», 2003. — С. 160–169. — 192 с. — 1000 экз.
- Алла Баянова. Популярные песни и романсы в несложном переложении для ф-но / Автор эссе, составитель, автор переложений: В. Н. Фридман. — М.: «Музыка», 2006. — 87 с. — (Мастера эстрады XX века). — ISBN 5-7140-0346-2.
- Пианист Виктор Фридман: «Джаз в моей жизни» // «Джаз.ру» : журнал. — М., 2013. — Август-сентябрь (№ 51(5)). — С. 24. — ISSN 1997-0994.
- В. Н. Фридман. Моя дивергенция. — 1-е. — М.: «Новый ключ», 2014. — 168 с. — ISBN 978-5-7082-0409-7.
- В. Н. Фридман. Моя дивергенция / Редактор: О. Дунаевская. — 2-е, доп. — М.: ArsisBooks, 2019. — С. 160. — ISBN 978-5-904155-92-6.
- В. Н. Фридман. Мой лучший соавтор // Людмила Иванова. Не унывай. — М.: АСТ, 2018. — С. 347–350. — 384 с. — (Контур времени). — ISBN 978-5-17-983213-3.
- В. Н. Фридман. Четыре пьесы : для флейты и фортепиано / Под редакцией Т. Лариной. — М.: Музыка, 2024. — 28 с. — ISMN 979-0-66010-464-4.